# HLアニャン
HLアニャン（HL安養、HL Anyang、略称HLA）は、韓国のプロアイスホッケーチーム。本拠地は韓国京畿道安養市。ホームリンクは、安養総合運動場アイスアリーナ。アジアリーグアイスホッケーに参加している。
オーナー企業はHLグループ（旧：ハルラグループ）である。

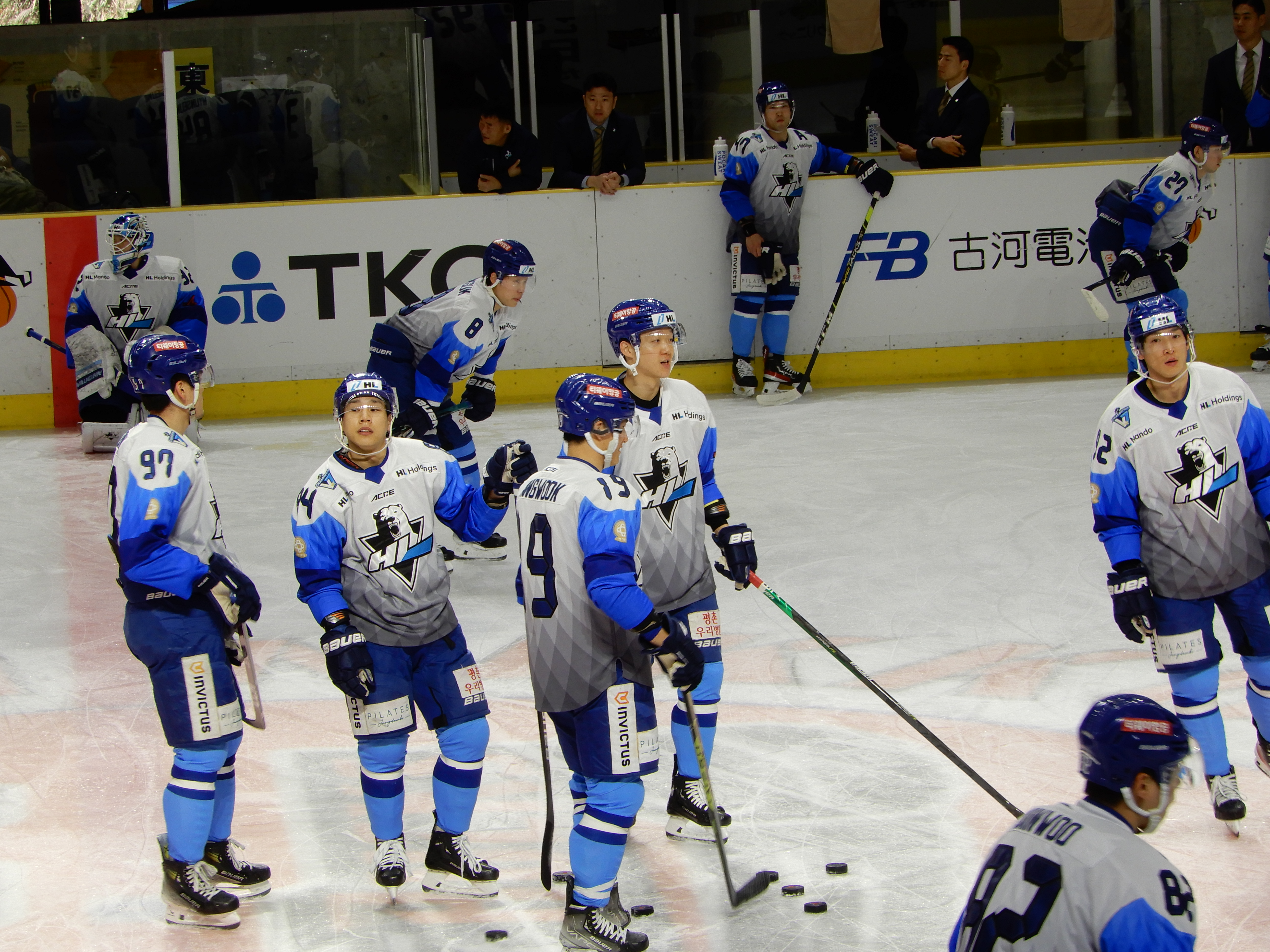
HLアニャンの選手達

## 概略
アジアリーグアイスホッケーに日本以外のチームとしては初年度から参加している唯一のチームである。韓国アイスホッケーリーグの優勝回数は5回を数える。2009-2010シーズンで日本以外のチームで初優勝を決めた。2010-2011シーズンも決勝進出するが、東日本大震災の影響で決勝戦が中止となったため、東北フリーブレイズと同順位であるが連覇を達成。その後、2015-2016シーズンに5年ぶりに優勝すると、2016-2017シーズン、2017-2018シーズンも制してリーグ初の3連覇を達成した。
2020-2021シーズンと2021-2022シーズンはCOVID-19の影響で不参加となったが、2022-2023シーズンから復帰。同年シーズンには6度目の優勝を果たした。

## 歴史
1994年12月24日にマンドウィニアの名称で創設（ソクタプ建設に次ぐ韓国2番目の実業団アイスホッケー部）。「ウィニア」はハルラグループのエアコンブランド名。
1995年に韓国アイスホッケーリーグが誕生。初年度より参加する。
1996年に古河電工（現：H.C.栃木日光アイスバックス）との交流を開始。MBCとアイスホッケードラマ「アイシング」を共同制作。
1997年にチーム名称をハルラウィニアへ変更する。韓国アイスホッケーリーグで初優勝。
1999年に日本製紙クレインズと交流を開始。韓国アイスホッケーリーグで2季振り2度目の優勝。
2002年に韓国アイスホッケーリーグで2季振り3度目の優勝。
2003年にアジアリーグアイスホッケーが誕生し、初年度より参加する。韓国アイスホッケーリーグで2季連続4度目の優勝。
2004年に本拠地をソウル市から安養市に移転したのに伴い、チーム名称も安養ハルラウィニアに変更する。韓国アイスホッケーリーグで3季連続5度目の優勝。なお、この年をもって韓国リーグは廃止され、トップリーグはアジアリーグに移行する。
2005年にチーム名称を安養ハルラへ変更。
2009年にアジアリーグ6シーズン目にして、初のレギュラーリーグ1位（リーダースフラッグ）を獲得した（日本勢以外としても初）。プレーオフセミファイナルでは4位の日本製紙クレインズと最終戦までもつれ、3勝4敗で敗れ、シーズン3位が決まった。
2010年にアジアリーグプレーオフファイナルで日本製紙クレインズを3勝2敗で下して、日本勢以外で初優勝。レギュラーリーグも1位であり、完全優勝となった。
2011年に東北フリーブレイズと同順位で優勝。2連覇を達成。
2016年にアジアリーグプレーオフファイナルでPSKサハリンを3勝2敗で下して優勝。レギュラーリーグも1位の完全優勝。
2017年にアジアリーグプレーオフファイナルでPSKサハリンを3勝0敗で下して優勝。レギュラーリーグも1位の完全優勝。
2018年にプレーオフファイナルで王子イーグルスを3勝1敗で下して3連覇を達成。
2020年にサハリンと同順位で優勝。
2020-2021シーズンと2021-2022シーズンはCOVID-19の影響で不参加となった。
2022-2023シーズンから復帰。シーズン中の2022年9月17日にオーナー会社の社名変更に追随してクラブ名をHLアニャンに変更した。同年シーズンには7度目の優勝を果たした。
2023-2024シーズンは2シーズン連続となる8度目の優勝を果たした。

## 獲得タイトル
- 韓国リーグ : 5回
1996-97、1998-99、2001-02、2002-03、2003-04
- アジアリーグ : 8回
2009–10、2010–2011、2015–2016、2016–2017、2017-2018、2022-2023、2023-2024

## 所属選手
2024-25年シーズン（2024年9月21日）時点
| ゴールテンダー | ゴールテンダー            | ゴールテンダー   | ゴールテンダー | ゴールテンダー                | ゴールテンダー |
| #              | 国                        | 選手名           | キャッチ       | 出身地                        |                |
| -------------- | ------------------------- | ---------------- | -------------- | ----------------------------- | -------------- |
| 20             | 大韓民国の旗              | ハ・ジョンホ     | 左             | 韓国                          |                |
| 32             | 大韓民国の旗              | イ・ヨンスン     | 左             | 韓国                          |                |
| 86             | カナダの旗 · 大韓民国の旗 | マット・ダルトン | 左             | カナダ オンタリオ州クリントン |                |

| 5  | 大韓民国の旗 | キム・ウォンジュン |    | 韓国 |
| 6  | 大韓民国の旗 | オ・インギョ       |    | 韓国 |
| 8  | 大韓民国の旗 | ユ・ボムソク       |    | 韓国 |
| 23 | 大韓民国の旗 | イ・ミンジェ       |    | 韓国 |
| 24 | 大韓民国の旗 | ジ・ヒョソク       |    | 韓国 |
| 26 | 日本の旗     | 竹谷莉央人         |    | 日本 |
| 58 | 大韓民国の旗 | ナム・ヒドゥ       |    | 韓国 |
| 61 | 大韓民国の旗 | イ・ドンク         | 左 | 韓国 |
| 82 | 日本の旗     | 大津夕聖           | 左 | 日本 |

| フォワード | フォワード   | フォワード       | フォワード | フォワード | フォワード | フォワード |
| #          | 国           | 選手名           | ポジション | ハンド     | 出身地     |            |
| ---------- | ------------ | ---------------- | ---------- | ---------- | ---------- | ---------- |
| 11         | 大韓民国の旗 | イ・ジュヒョン   |            |            | 韓国       |            |
| 13         | 大韓民国の旗 | イ・ヨンジュン   |            |            | 韓国       |            |
| 18         | 大韓民国の旗 | ペ・サンホ       |            |            | 韓国       |            |
| 19         | 大韓民国の旗 | キム・サンウク   |            |            | 韓国       |            |
| 27         | 大韓民国の旗 | アン・ジンフィ   |            |            | 韓国       |            |
| 36         | 大韓民国の旗 | チョン・ジョンウ |            |            | 韓国       |            |
| 42         | 日本の旗     | 榛澤力           |            |            | 日本       |            |
| 47         | 大韓民国の旗 | シン・サンフン   |            |            | 韓国       |            |
| 63         | 大韓民国の旗 | バク・ジンギュ   |            |            | 韓国       |            |
| 71         | 大韓民国の旗 | キム・ソンジェ   |            |            | 韓国       |            |
| 72         | 大韓民国の旗 | キム・ゴンウ     |            |            | 韓国       |            |
| 77         | 大韓民国の旗 | イ・チョンミン   |            |            | 韓国       |            |
| 84         | 大韓民国の旗 | イ・ヒョンスン   |            |            | 韓国       |            |
| 89         | 大韓民国の旗 | カン・ミンワン   |            |            | 韓国       |            |
| 92         | 大韓民国の旗 | ガン・ユンソク   |            |            | 韓国       |            |